# Apistogramma inornata
 Apistogramma inornata és una espècie de peix de la família dels cíclids i de l'ordre dels cipriniformes que es troba a Sud-amèrica: tram del riu Orinoco a Veneçuela.